# La choza primitiva

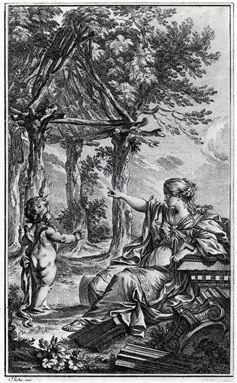
Frontispicio de la obra de Marc-Antoine Laugier: Essai sur l'architecture 2.ª ed. 1755, de Charles Eisen (1720-1778). Grabado alegórico de la cabaña primitiva de Vitruvio.

La cabaña o choza primitiva (en francés: cabane rustique), en teoría e historia de la arquitectura, es un concepto que explora los orígenes de la arquitectura y de su práctica, una reflexión sobre la relación antropológica entre el hombre y el entorno natural como base fundamental para la creación de la arquitectura. La idea que subyace en la cabaña primitiva es que la forma arquitectónica ideal es la encarnación de lo que es natural.
Aunque las referencias a una cabaña primitiva como origen de la arquitectura, que luego evolucionó al templo y tras perfeccionarse derivó en los órdenes clásicos, se encuentran ya en los primeros tratadistas, la cabaña primitiva como teoría de la imagen última de la verdad arquitectónica surgió en Francia a mediados del siglo XVIII y su discusión siguió hasta mediados del siglo XIX, teorizada por vez primera y con fortuna por el abad francés Marc-Antoine Laugier (1753). Laugier en su obra Essai sur L'Architecture [Ensayo sobre la Arquitectura] proporcionó una alegoría del hombre en la naturaleza y su necesidad de refugio que supuso una aproximación a la esencia de la arquitectura y su práctica. Ese ensayo fue sin duda uno de los primeros intentos significativos de teorizar el conocimiento arquitectónico tanto científica como filosóficamente. Su enfoque fue después explorado en la teoría arquitectónica para especular sobre el destino posible de la arquitectura como disciplina.

## Orígenes de la cabaña primitiva:Essai sur l'architecture(1755)
El relato mítico de la invención de una cabaña primitiva aparece por vez primera en De Architectura de Vitruvio al mostrar las ventajas del fuego:

Por tanto, con ocasión del fuego surgieron entre los hombres las reuniones, las asambleas y la vida en común, que cada vez se fueron viendo más concurridas en un mismo lugar; (...)  comenzaron unos a procurarse techados utilizando ramas y otros a cavar grutas bajo los montes, y algunos a hacer, imitando los nidos de las golondrinas con barro y ramas, recintos donde poder guarecerse. Luego, otros, observando los techos de sus vecinos y añadiéndoles ideas nuevas, fueron de día en día mejorando los tipos de sus chozas. (...)  Al principio plantaron horcones, y entrelazándolos con ramas levantaron paredes que cubrieron con barro; otros edificaron, con terrones y céspedes secos, sobre los que colocaron maderos cruzados, cubriendo todo ello con cañas y ramas secas para resguardarse de las lluvias y del calor; pero para que semejantes techumbres pudieran resistir las lluvias invernales, las remataban en punta y las cubrían con barro para que, merced a los techos inclinados, resbalase el agua.
 De Architectura , Vitruvio.

En Vitruvio aparecen ya varias ideas que informaran la tratadistica renacentista: la arquitectura como respuesta a la necesidad de protegerse;  su desarrollo continuo como arte desde ese origen utilitario; la identificación del nacimiento de la arquitectura y el de la sociedad con la salida del hombre del estado de Naturaleza; y la creencia de que la Naturaleza dicta a la Arquitectura una serie de reglas «naturales» que debe imitar.
Pero François Blondel tenía otra idea de la cabaña primitiva que exponía al analizar el paso de la construcción en madera a la pétrea, entendiendola como origen de la arquitectura como arte, no como mera construcción. Esa idea será retomada por Claude Perrault en su Ordonnance des cinq espèces des colonnes al señalar una separación radical entre la construcción como respuesta a una necesidad utilitaria y la arquitectura como arte, negando derivase la segunda de la primera. La arquitectura no imitaría a la Naturaleza y con ello negaba la teoría de la cabaña original. 

Las columnas no reciben la aprobación del gusto más común cuanto más se parecen al tronco de los árboles que servían de postes a las primeras cabañas, puesto que comúnmente gusta ver las columnas hinchadas por su parte central, cosa que jamás les sucede a los troncos de los árboles, cuya disminución es sólo hacia arriba.
(...) Ni la imitación de la naturaleza, ni la razón ni el buen sentido son, pues, el fundamento de esas bellezas que se cree ver en la proporción, en la disposición y en la ordenación de las partes de una columna; no es posible encontrar otra causa del agrado que producen sino el hábito. De manera que, como los primeros que inventaron estas proporciones no tuvieron otra regla que su fantasía, a medida que esta fantasía ha cambiado se han introducido nuevas proporciones que, a su vez, han complacido
Claude Perrault 

Fue con el ejemplo de la cabaña primitiva como el abate Marc-Antoine Laugier trató de explicar su filosofía de la arquitectura. Su Essai sur L'Architecture proporciona las reglas generales de la arquitectura: los "principios verdaderos", las "reglas invariables" para «dirigir el juicio y formar el gusto del caballero y el arquitecto». Para Laugier, el modelo de la cabaña primitiva era el reflejo de la virtud más alta que la arquitectura debía lograr.
El Essai sur l'architecture fue escrito en 1752 y publicado anónimamente un año más tarde. En 1755, tras abandonar la orden religiosa, publicó ya con su nombre una segunda edición con una famosa ilustración de una primitiva choza en el frontispicio, que le hará conocido y que se convertirá en una referencia en materia de arquitectura. Fue escrita en la edad de las Luces, un tiempo caracterizado por el pensamiento racionalista, la ciencia y la razón. La arquitectura en Francia durante ese período estaba dominada predominantemente por el estilo barroco, con su ornamentación excesiva e iconografía religiosa. En lugar de preocuparse por la búsqueda de sentido y por el análisis excesivo de los elementos representacionales de la arquitectura, el ensayo de Laugier propuso la idea de que la arquitectura noble y formal se encontraba en lo que era necesario para la arquitectura, no en su ornamentación sino en sus verdaderos fundamentos subyacentes. Laugier argumentó a favor de la simplicidad de la arquitectura, de que la arquitectura debía volver a sus orígenes, a la simple cabaña rústica.

### La ilustración del frontispicio
Una ilustración de la cabaña primitiva de Charles Dominique Eisen fue el frontispicio de la segunda edición del Essai sur L'Architecture de Laugier (1755). Ese frontispicio fue sin duda una de las imágenes más famosas de la historia de la arquitectura, una imagen que ayudó a hacer el ensayo más accesible y, en consecuencia, a ser ampliamente recibido por el público. El mensaje que la ilustración sugería era claro; que el ensayo mostraba una nueva dirección o un nuevo orden para la arquitectura. En la imagen una joven que personifica la Arquitectura llama la atención de un niño angelical hacia la cabaña primitiva. La arquitectura apunta hacia una nueva claridad estructural que se encuentra en la naturaleza, en lugar de en las ruinas irónicas del pasado.

### Premisa
Laugier quería concebir una arquitectura enteramente conforme a la razón, sin necesidad de reglas formales rígidas, si no de defenderse de las ideas de la imaginación arquitectónica que era necesario rechazar dado que sus efectos no podían ser controlados por la razón. El Essai sur L'Architecture proporciona una historia del hombre en su estado "primitivo" para explicar cómo la creación de la "casa del hombre primitivo" apareció instintivamente a partir de la necesidad del hombre de protegerse de la naturaleza hostil, un relato en el que Laugier toma partido del lado del «bon sauvage» de Jean-Jacques Rousseau. 

Algunas ramas abatidas en el bosque son los materiales adecuados para su propósito. Elige cuatro de las más fuertes que eleva perpendicularmente y que dispone en cuadrado. Por encima, pone otras cuatro atravesadas y sobre ellas eleva las que se inclinan y que se juntan en pico a ambos  lados. Este tipo de techo está cubierto con hojas lo suficientemente apretadas para que ni el sol, ni la lluvia, puedan penetrar en él; y he aquí al hombre alojado. Es cierto que el calor y el frío le harán sentir su incomodidad en su casa abierta por todos los lados; pero luego rellenara el entredós de los pilares, y se encontrará seguro.
Quelques branches abattues dans la forêt sont les matériaux propres à son dessein. Il en choisit quatre des plus fortes qu'il élève perpendiculairement et qu'il dispose en carré. Au-dessus, il en met quatre autres en travers et sur celles-ci il en élève qui s'inclinent, et qui se réunissent en pointe de deux côtés. Cette espèce de toit est couvert d feuilles assez serrées pour que ni le soleil, ni la pluie, ne puissent y pénétrer; et voilà l'homme logé. Il est vrai que le froid et le chaud lui feront sentir leur incommodité dans sa maison ouverte de toute part; mais alors il remplira l'entre-deux des pilliers, et se trouvera garanti.
Capítulo 1 del Essai sur l'architecture 

Laugier creía que ese modelo de la cabaña del hombre primitivo proporcionaba los principios ideales para la arquitectura y para cualquier otra edificación. Y desde esa perspectiva, Laugier formó sus principios generales de la arquitectura, describiendo la forma estándar de la arquitectura y lo que él creía deberían ser sus principios generales, lo natural e intrínseco de los procesos naturales.

### Resumen
El Essay on Architecture de Laugier está dividido en seis capítulos que se centran en los diferentes constituyentes y consideraciones de la arquitectura. Identifica metodológicamente los componentes clave de un edificio, describe su importancia fundamental y cómo deben ser abordados.
En el capítulo 1, «Los principios generales de la arquitectura», Laugier divide y analiza los edificios en cinco «artículos» principales: la columna , el entablamento, el frontón, los diferentes pisos de la arquitectura, la ventana  y la puerta. En el artículo 1, por ejemplo, Laugier da cuatro reglas generales para la construcción de las columnas, una de ellas que la columna «debe ser estrictamente perpendicular, porque estando destinada a soportar toda la carga, la perfecta verticalidad le da su mayor fuerza». Para Laugier esos artículos destacaban los componentes fundamentales de un edificio y lo que él identificaba como sus necesidades básicas, es decir, el modelo de la choza primitiva. Laugier enfatizó el punto de que la naturaleza provee las reglas para la arquitectura.
Laugier usó el frontispicio para ilustrar que en general la arquitectura sólo necesita tres elementos principales: columnas exentas, vigas horizontales (entablamento) y un simple frontón (el extremo triangular de un techo inclinado).
Laugier también señaló que la desviación o mal uso de esos principios conducía a «errores» en los edificios habituales y en la práctica arquitectónica. En particular, reconoció como errores cuestiones derivadas de proporciones y diseños poco inteligente. En lugar de eso, abogaba porque «acercándose a la simplicidad del modelo, se eviten errores fundamentales y se logre la verdadera perfección».
Esos «errores» también incluían comentarios sobre el diseño y disposición de las columnas, el entablamento y los frontones. La lista de «errores» sobre las columnas eran: estar embebidas en la pared; el uso de pilastras; el incorrecto éntasis (hinchazón de la columna); y el apoyo sobre pedestales. El primer fallo era contrario a la belleza y estética general de la naturaleza de las columnas que debían estar exenta; el uso de pilastras debía ser mal visto ya que en casi todos los casos las columnas podían desempeñar su función resistente; el tercer defecto se explica bastante por sí mismo; el último hace ininteligible el diseño: hacer descansar columnas sobre pedestales, dijo, era como añadir un segundo conjunto de piernas debajo del primer par.
El ensayo también afirma que los templos griegos antiguos debían su forma a las primeras viviendas erigidas por el hombre. En la cabaña primitiva, la viga horizontal estaba apoyada sobre unos troncos plantados verticalmente en el suelo y el techo estaba inclinado para expulsar el agua de la lluvia. Esta era una extensión del concepto de cabaña primitiva y la inspiración que estaba detrás del orden dórico básico.
El ensayo defiende que la arquitectura se aproxima a la perfección a través de la búsqueda de la belleza absoluta, especialmente retomando la hipotética choza original como modelo de construcción.

## Contribución a la teoría arquitectónica
La cabaña primitiva hizo una importante contribución a la teoría de la arquitectura. Marcó el comienzo de debate significativo entre las escuelas de pensamiento racionalista y utilitarista. Mientras que anteriormente el campo de la arquitectura concernía a la búsqueda de la forma de construcción ideal a través de la verdad en la construcción, la cabaña primitiva cuestionaba lo universal en la arquitectura. Fue gracias a la lectura del ensayo de Laugier que se cuestionaron las exigencias fundamentales y universales de la arquitectura, y el texto abrió un nuevo campo de investigación que cambió el entendimiento y el enfoque de la arquitectura. En particular, fue el comienzo de un intento de entender los diversos componentes individuales de la arquitectura.
La cabaña primitiva fue un punto de referencia ahistórico, no necesariamente un objeto histórico que se podía investigar a través de la especulación o de una investigación arqueológica. La cabaña primitiva fue en cambio una realización auto-evidente que creaba una nueva perspectiva de la investigación arquitectónica que se dedicaría a justificar la validez del modelo.
Los orígenes de la cabaña primitiva estuvieron conceptualmente relacionados con el Antiguo Testamento y la historia de Adán y Eva, y también con otras culturas primitivas. Se estudiaron las narraciones acerca de las viviendas primitivas y los órdenes clásicos para trazar la historia de la cabaña primitiva, que posiblemente tuvieran su origen en Vitruvio y los Diez Libros de Arquitectura. En esa obra ya se rastreaban las trazas para validar el modelo de la choza primitiva.
Los enfoques científicos y filosóficos llevaron a diversas ramas de investigación que cuestionaban tanto los orígenes como los posibles destinos de la arquitectura, reconocidos a través de una gama de culturas diferentes. Esos enfoques diferentes llevaron a diversas conceptualizaciones que ponían en entredicho también las diferencias culturales y que intentaban definir los principios ideales de la arquitectura y de la cabaña primitiva de modo particular.
La cabaña primitiva era una cabaña o choza conceptual, que no era necesariamente una choza material y física. Es un concepto abstracto de un lugar que se crea a través de la respuesta del hombre al entorno natural, donde la arquitectura actúa como mediadora entre el hombre y la naturaleza. El concepto de cabaña primitiva explora cómo la arquitectura llegó a ser, y es una manera de explicar los orígenes fundamentales de la arquitectura. La cabaña primitiva proporciona un punto de referencia para toda especulación sobre lo esencial de la construcción y representa sin duda la primera «idea» arquitectónica.
El concepto de cabaña primitiva también sugiere que el entorno natural proporciona las soluciones para esta forma arquitectónica ideal. La comprensión de la arquitectura vernácula ha tenido a menudo una influencia importante en el entendimiento de la choza primitiva, pues da diferentes puntos de origen para una dirección potencial para la arquitectura. En lugar de centrarse en los significados que se asocian con el edificio y sus componentes, la choza primitiva cuestiona los componentes fundamentales que son universales en la arquitectura.

### Temas
La teoría que rodea a la cabaña primitiva estudia una serie de temas clave:
- presenta aquellos ritos en los que ritualmente se construye una "cabaña primitiva" en intervalos estacionales, o deliberadamente en un estado "primitivo" para propósitos rituales análogos.
- muestra cómo la idea de la cabaña primitiva se convirtió en un vehículo para las teorías arquitectónicas a partir del siglo XV.
- sugiere que la «cabaña primitiva conservará su validez como un recuerdo del significado original y, por lo tanto, esencial de todo edificio para la gente: esto es, de la arquitectura».[9]

## Tipos de chozas primitivas
La choza primitiva ha sido teorizada y puede tener diferentes formas: 
- el objeto puramente histórico que ha sido abandonado para construir mejores chozas.
- la choza reconstruida en la imaginación de la gente.
- la choza antropológica, una cabaña existente que se analiza para redescubrir los elementos universales de la arquitectura.
- la choza primitiva como un lugar que se repite constantemente cada vez que un edificio se crea consciente e inconscientemente.[10]

## Arquitectos y teóricos notables
El concepto de la cabaña primitiva ha sido explorado, con mayor o menor extensión, en muchas etapas de la historia arquitectónica, y analizado por muchos arquitectos notables:
- Karl Botticher
- Felix Duban
- Walter Gropius
- Henry Labrouste
- Marc-Antoine Laugier
- Le Corbusier
- Carlo Lodoli
- Adolf Loos
- Francesco Milizia
- Giovanni Battista Piranesi
- Augustus Pugin
- Quatremere de Quincy
- Alois Riegl
- John Ruskin
- Joseph Rykwert
- Gottfried Semper
- Leon Vaudoyer
- Viollet-le-Duc
- Vitruvius
- Frank Lloyd Wright